# Емгерст-Джанкшен (Вісконсин)
Емгерст-Джанкшен (англ. Amherst Junction) — селище (англ. village) в США, в окрузі Портедж штату Вісконсин. Населення — 383 особи (2020).

## Географія
Емгерст-Джанкшен розташований за координатами 44°28′6″ пн. ш. 89°19′6″ зх. д. / 44.46833° пн. ш. 89.31833° зх. д. (44.468378, -89.318273).  За даними Бюро перепису населення США в 2010 році селище мало площу 3,18 км², з яких 3,14 км² — суходіл та 0,04 км² — водойми.

## Демографія
Згідно з переписом 2010 року, у селищі мешкало 377 осіб у 137 домогосподарствах у складі 102 родин. Густота населення становила 119 осіб/км².  Було 146 помешкань (46/км²).
Расовий склад населення:
| - 100,0 % — білих |

До двох чи більше рас належало 0,0 %. Частка іспаномовних становила 0,5 % від усіх жителів.
За віковим діапазоном населення розподілялося таким чином: 28,9 % — особи молодші 18 років, 62,1 % — особи у віці 18—64 років, 9,0 % — особи у віці 65 років та старші. Медіана віку мешканця становила 35,2 року. На 100 осіб жіночої статі у селищі припадало 97,4 чоловіків;  на 100 жінок у віці від 18 років та старших — 103,0 чоловіків також старших 18 років.
Середній дохід на одне домашнє господарство  становив 81 093 долари США (медіана — 66 042), а середній дохід на одну сім'ю — 90 721 долар (медіана — 86 250). За межею бідності перебувало 4,5 % осіб, у тому числі 3,8 % дітей у віці до 18 років та 0,0 % осіб у віці 65 років та старших.
Цивільне працевлаштоване населення становило 195 осіб. Основні галузі зайнятості: освіта, охорона здоров'я та соціальна допомога — 27,2 %, виробництво — 17,4 %, мистецтво, розваги та відпочинок — 9,7 %, роздрібна торгівля — 8,2 %.